# Peter Pulm
Peter Pulm (Düsseldorf, 1882 – Düsseldorf, 1960) è stato un pittore tedesco, è noto soprattutto per i suoi dipinti raffiguranti paesaggi e fiori.

## Biografia
Studiò pittura all'Accademia di Düsseldorf (Kunstakademie Düsseldorf) con Eugen Kampf, Eugen Dücker, Franz Kiederich. Frequentò la Scuola di pittura di Düsseldorf costituita tra il 1830 e il 1840 da un gruppo di pittori che avevano insegnato e/o studiato presso l'Accademia della città.
Viaggiò in Inghilterra e in Scandinavia. Durante la prima guerra mondiale si trasferì stabilmente nei Paesi Bassi rimasti neutrali alle belligeranze e lì continuò la già prolifica produzione artistica. Ha dipinto paesaggi, di solito scene costiere, tra gli altri raffiguranti la vita dei pescatori come i ritorni dalla pesca, le imbarcazioni Bomschuit in rada o arenate durante la bassa marea. Altro elemento caratteristico furono dipinti di interni con donne sedute intente al lavoro dinanzi a finestre o porte aperte che aprono a vedute sempre diverse. Firmava le sue opere con nome, cognome e la sigla Ddf usanza tra gli artisti che avevano frequentato la scuola di Düsseldorf.